# Obila xantholiva
Obila xantholiva är en fjärilsart som beskrevs av W. Warren 1895. Obila xantholiva ingår i släktet Obila och familjen mätare. Inga underarter finns listade i Catalogue of Life.